# Joyce Aluoch
Pour les articles homonymes, voir Aluoch.
Joyce Aluoch (née le 22 octobre 1947 à Kisumu) est une juge kényane de la Cour pénale internationale à La Haye. Elle est avocate et une ancienne juge de la Haute Cour du Kenya. Elle est la première Présidente de la Commission d'Experts de l'Union africaine sur les droits et le bien-être de l'enfant et elle a été vice-présidente de la Commission des Nations unies sur les Droits de l'Enfant de 2003 à 2009. Elle a également servi en tant que premier chef de la division Famille de la Haute Cour du Kenya et membre de la Cour d'appel.
Elle a eu un rôle central dans les négociations entre l'Union africaine et le gouvernement du Soudan pour ratifier la charte africaine et protéger les droits des enfants. Elle a entrepris dans le nord de l'Ouganda en guerre une mission de recueil des faits sur les effets de la guerre sur les enfants, et a présidé un groupe de travail visant à traiter les infractions sexuelles au Kenya, par la mise en œuvre de la nouvelle Loi sur les délits sexuels en 2006.

## Formation
Aluoch est scolarisée à l'école des filles de Butere puis à celle de Limuru. Elle est titulaire d'un diplôme en droit de l'Université de Nairobi, d'un diplôme d'études juridiques de l'École de Droit du Kenya, et d'une maîtrise en affaires internationales de la Fletcher School of Law and Diplomacy, de l'Université Tufts.

## Carrière privée
En 1974, Aluoch est nommée Magistrate de district II (Prof.) dans la magistrature kényane.
Après la tentative de coup d'état de 1982, le président kényan, Daniel arap Moi entreprend la répression des personnes considérées comme des dissidents politiques. Cela se traduit par de la brutalité de la police, des arrestations arbitraires et de longues détentions sans procès, la torture dans les cellules de la tristement célèbre Nyayo House et des simulacres de procès où les accusés sont condamnés à la prison. Joyce Aluoch officie dans plusieurs de ces procès, condamnant plusieurs dissidents politiques clés dont Onyango Oloo.
En 1993, elle devient juge à la Haute Cour. Jusqu'à sa nomination en tant que juge de la Cour d'appel en décembre 2007, elle est la doyenne des juges de la Haute Cour, s'occupant d'affaires de droit civil, pénal, commercial et de droit de la famille.
Elle fonde la division de la Famille de la Haute Cour et en est la première dirigeante. Elle simplifie les recours aux litiges en droit de la famille avec les principes d'être "juste, rapide et économique".

## Juge à la Cour pénale internationale, 2009
Joyce Aluoch est élue à la Cour pénale internationale en 2009 pour le groupe des états de l'Afrique et son mandat de neuf années viendra à échéance en 2018. Elle est le juge président de la Chambre de première instance IV, qui est chargé d'entendre les affaires d'Abdallah Banda (en) et Saleh Jerbo (en).
En tant que juge de la Chambre préliminaire I, elle a eu la charge des situations en Côte d'Ivoire, République Démocratique du Congo, les affaires de Saïf al-Islam Kadhafi (Libye), Ahmad al-Faqi al-Mahdi (Mali) et de l'Abordage de la flottille pour Gaza. Dans une décision de 2015 à la majorité de la Chambre préliminaire I, elle se joint à son compatriote le juge Cuno Tarfusser (en) – contre le juge Péter Kovács (en) - pour demander à la Procureure de la CPI, Fatou Bensouda, de reconsidérer sa décision de ne pas enquêter sur l'abordage de la flottille pour Gaza, le 31 mai 2010. Entre 2009 et 2016, elle a servi comme membre de la chambre de première instance pour le cas de Jean-Pierre Bemba, la première affaire dans laquelle la cour déclare un haut fonctionnaire directement responsable pour les crimes de ses subordonnés, ainsi que la première à se concentrer principalement sur les crimes de violence sexuelle commis en temps de guerre.
Elle est également présidente du tribunal pour le Darfour.

## Carrière de scout
En 1991, Joyce Aluoch devient membre de la Société Olave Baden-Powell (OB-PS). Elle est également à la direction de la Kenya Girl Guides Association et WAGGGS Honorary Associate.
Dans son rôle au sein de la Kenya Girl Guides Association (en) (KGGA), Aluoch aide à établir le Programme de Prévention par les Pairs pour les Jeunes. Ce programme vise à réduire la propagation du virus du VIH par le biais de l'éducation des filles et des femmes et cible les écoles dans les comtés de Busia, Mumias/Butere, Kakamega, Bungoma dans la Province de l'Ouest, Changamwe et Kisauni dans la Province de la Côte ; la municipalité de Nakuru et le Comté de Nakuru, dans la Vallée du Rift. KGGA est comme un acteur clé au Kenya dans la lutte contre le VIH/SIDA.